# Algebraïsche structuur

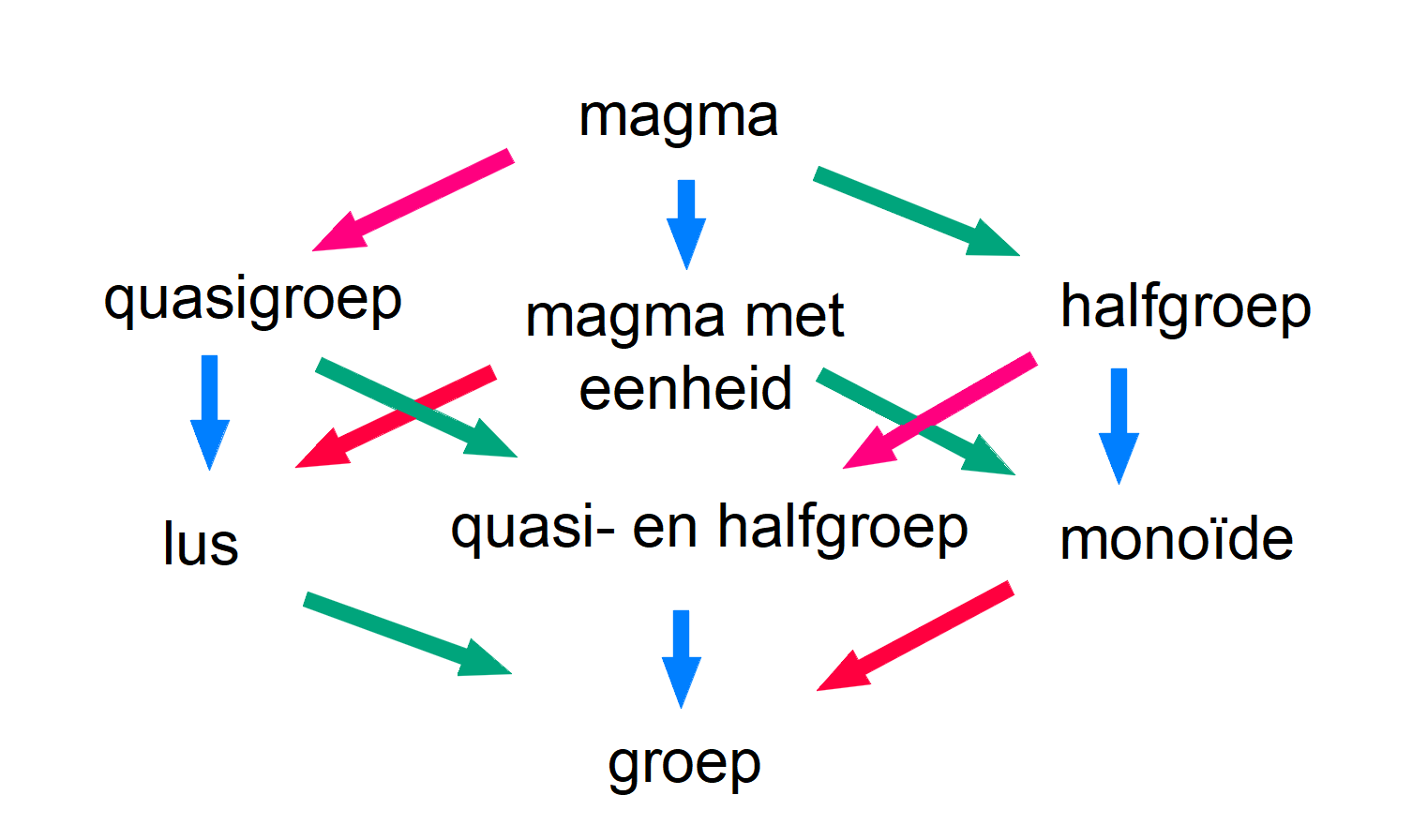
van magma naar groep
met delen
met inverse
met identiteit
associatief

In de abstracte algebra is een algebraïsche structuur een verzameling waarop een of meer bewerkingen gedefinieerd zijn die aan bepaalde wetmatigheden, aan bepaalde axioma's voldoen. Die bewerkingen kunnen bestaan uit relaties op de verzameling zelf, maar ook uit relaties tussen de verzameling en een andere verzameling. Als er slechts relaties en geen operaties zijn, spreekt men van een relationele structuur.
Wanneer er geen verwarring mogelijk is, identificeert men gewoonlijk de verzameling zelf met de algebraïsche structuur. Zo wordt een groep {\displaystyle (G,*)}, bestaande uit de verzameling {\displaystyle G} en de bewerking {\displaystyle *}, gewoonlijk eenvoudig aangeduid als de groep {\displaystyle G}.

## Voorbeelden
Afhankelijk van de bewerkingen, de relaties en de axioma's krijgen de algebraïsche structuren hun naam. De volgende lijst geeft voorbeelden van algebraïsche structuren.

### Eén bewerking
- magma
- quasigroep: magma waarbij delen altijd mogelijk is
- halfgroep: associatief magma
- lus: quasigroep met neutraal element
- monoïde: halfgroep met een neutraal element
- groep: monoïde waarin ieder element een invers element heeft
- abelse of commutatieve groep: een groep waarvan de operatie commutatief is

### Twee bewerkingen
- halfring
- ring
- lichaam (Ned) / veld (Be)
- delingsring (Ned) / lichaam (Be)
- integriteitsgebied
- tralie

### Twee verzamelingen
- moduul: generalisatie van een vectorruimte met een ring van vectoren en een groep van scalairen
- vectorruimte: moduul waarin de scalairen een lichaam (Ned) / veld (Be) vormen
- algebra